# John Corcoran
John Corcoran (1937, Baltimore) fue un lógico, filósofo y matemático estadounidense.

## Biografía
Se le conoce fundamentalmente por su trabajo filosófico que nos ha ayudado a entender cuestiones tan centrales como la naturaleza de la inferencia, la relación entre lógica y epistemología, y el lugar de la teoría de la demostración y de la teoría de modelos en lógica.
Su trabajo sobre la lógica de Aristóteles en los Primeros Analíticos se considera como muy fiel tanto al texto griego como al contexto histórico. Es la base de muchas investigaciones subsiguientes y fue adoptada por Robin Smith en su traducción de 1989 de los Analíticos Primeros.

## Educación
- Diplomado en Ingeniería por el Instituto Politécnico de Baltimore en 1956
- Licenciado en Ingeniería Mecánica por la Universidad Johns Hopkins en 1959
- Máster en Filosofía en 1962
- Doctor en Filosofía en 1963
- Estudios posdoctorales: Matemática en la Universidad Yeshiva en 1964 y Matemática en la Universidad de California en Berkeley en 1965
- Tesis doctoral: "La Estructura Generativa de las Lógicas Bi-valuadas; Director Robert McNaughton" (a su vez discípulo de Willard Van Orman Quine).

## Puestos como investigador o profesor visitante
- Profesor Visitante de Lógica, Universidad de Santiago de Compostela, 1994
- Investigador Visitante, Instituto de Lingüística, Universidad Estatal de Nueva York en Oswego, 1976
- Director del Proyecto de Seminario de la NSF, Instituto de Lingüística, Universidad de Búfalo 1971
- Profesor Visitante Asociado de Filosofía e Investigador Asociado, Universidad de Míchigan, 1969–1970
- Conferenciante Visitante en Filosofía, Universidad de California en Berkeley 1964–1965
- Matemático, Centro de Investigación GE, 1962
- Matemático, Instituto Aeronca de Astromecánica, 1961
- Instructor junior en Filosofía, Universidad Johns Hopkins, 1960–1961.

## Puestos académicos o de investigación
- Catedrático de Filosofía, Universidad de Búfalo (Universidad Estatal de Nueva York), 1973–.
- Profesor titular de Filosofía, Universidad de Búfalo(Universidad Estatal de Nueva York), 1970–1973.
- Profesor ayudante de Lingüística, Universidad de Pensilvania, 1965–1969.
- Miembro del grupo de lingüística, Centro de Investigación IBM, 1963–1964.

## Perfil investigador
El trabajo de Corcoran en historia de la lógica está relacionado con la mayoría de los períodos productivos de la disciplina. Ha discutido a Aristóteles, los estoicos, Ockham, Saccheri, Boole, Dedekind, Frege, los "postulate theorists" americanos, Alfred Tarski y Quine. Su interpretación de los Primeros Analíticos de Aristóteles, propuesta independientemente y casi simultáneamente por Timothy Smiley, se ha considerado más fiel que interpretaciones previas tanto al texto griego como al contexto histórico. Ha sido la base para investigaciones subsiguientes realizadas por Boger, Correia, Crivelli, Gasser, Martin, Mulhern, Scanlan, Smith y otros y fue adoptada en la traducción de este texto realizada por Robin Smith en 1989. Su reconstrucción crítica de 1980 del sistema original de Boole de 1847 reveló omisiones y errores que habían pasado desapercibidos y estableció la base esencialmente aristotélica de la filosofía de la lógica de Boole. Su colaboración con Alfred Tarski hacia el final de los 70 y el comienzo de los 80 dio lugar a publicaciones sobre el trabajo de Tarski y en 2007 al artículo "Notes on the Founding of Logics and Metalogic: Aristotle, Boole, and Tarski", que rastrea las ideas aristotélicas y booleanas en el trabajo de Tarski, y que confirma el estatus de Tarski como figura fundadora a la par de Aristóteles y Boole.

## Labor
Su trabajo en filosofía de la lógica se centra en la naturaleza de la lógica, el papel de la lógica en la investigación, la estructura conceptual de la lógica, las presuposiciones metafísicas y epistemológicas de la lógica, la naturaleza de la lógica matemática y la distancia entre la teoría lógica y la práctica matemática. Su lógica matemática considera la lógica proposicional, la lógica modal, la lógica de la identidad, la lógica silogística, la lógica de primer orden con variables de ligazón para operadores de término, lógicas de segundo orden, teoría de modelos, y la teoría de concatenaciones –disciplina que es fundacional en todas las áreas de lógica y que proporciona las bases para todo el resto de su trabajo matemático. En filosofía de la matemática Corcoran se ha guiado por un platonismo matizado e inclusivo que intenta hacer justicia a todos los aspectos de la experiencia lógica y matemática incluyendo aquellos aspectos destacados por perspectivas filosóficas en competencia, tales como el logicismo, el constructivismo, el deductivismo y el formalismo. Aunque varios de sus artículos filosóficos incluyen poca historia o poca matemática, sus artículos históricos a menudo involucran ya sea filosofía original (e.g. su reciente artículo del BSL “Schemata”) o matemática original (e.g. su artículo de 1980 del HPL “Categoricity”). Corcoran se ha referido a la dimensión matemática de su aproximación a la historia como "arqueología matemática". Sus artículos filosóficos a menudo presentan investigación histórica original. Corcoran se ha guiado por el principio Aristotélico de que la naturaleza del pensamiento moderno a veces se entiende mejor a la luz de su desarrollo histórico, concepción que él atribuye al Programa de Historia de las Ideas de Arthur O. Lovejoy de la Universidad Johns Hopkins, programa al cual se ha sumado por influencia del filósofo e historiador americano Peter Hare.

## Colaboración
Muchos de los artículos y reseñas de Corcoran han sido realizados en cooperación y en muchas de sus publicaciones individuales agradece la contribución de colegas y estudiantes. Corcoran enfatiza la naturaleza intensa y esencialmente personal de todo el conocimiento genuino, incluido el conocimiento lógico. También señala la importancia de las comunidades de conocedores y cómo toda persona puede beneficiarse en su búsqueda personal de la verdad de la cooperación crítica con otros investigadores. Un listado completo (hasta el 2000) de sus publicaciones aparece en el volumen de 1999 de History and Philosophy of Logic, que también incluye un artículo expositivo de M. Scanlan y S. Shapiro "The work of John Corcoran: An Appreciation". Otros artículos relativos a su trabajo son "Corcoran the Mathematician" de S. Shapiro, "Corcoran the Philosopher" de José Miguel Sagüillo, y "Corcoran in Spanish" de Concha Martínez Vidal; todos ellos aparecen en un volumen de 2007 publicado por la editorial de la Universidad de Santiago de Compostela.

## Publicaciones principales
- Three Logical Theories. Philosophy of Science 36:1969. 153–177.
- Completeness of an Ancient Logic. Journal of Symbolic Logic 37: 1972. 696–702.
- Gaps Between Logical Theory and Mathematical practice. En Bunge M., Ed. Methodological Unity of Science. Dordrecht: Kluwer. 1973. 23–50.
- Meanings of Implication, Diálogos 9 (1973) 59–76. Reimpreso en R. Hughes, Ed., Philosophical companion to first order logic. Indianápolis: Hackett. 1993. Traducido al español por J. M. Sagüillo Agora 5(1985) 279–294.
- Aristotle’s Natural Deduction System. En Ancient Logic and its Modern Interpretations. Ed. J. Corcoran, Dordrecht: Kluwer, 1974. 85–131.
- Remarks on Stoic Deduction. Ibid., 169–181.
- String Theory. Journal of Symbolic Logic 39 (1974) 625–37. Con W. Frank, y M. Maloney.
- Logical Structures of Ockham's Theory of Supposition. Franciscan Studies 38(1978) 161–83. Con J. Swiniarski.
- Crossley on Mathematical Logic. Philosophia 8(1978) 79–94. Traducción al español realizada por A. Garciadiego y publicada en Mathesis X (1988) 133–150. Con S. Shapiro.
- Categoricity. History and Philosophy of Logic 1(1980) 187–208. Reimpreso en S. Shapiro , Ed., The Limits of Logic, Aldershot, England: Dartmouth Publishing Company. 1996.
- Boole’s Criteria of Validity and Invalidity. Notre Dame Journal of Formal Logic 21(1980) 609–639. Con S. Wood. Reimpreso en J. Gasser, Ed. Boole Anthology. Dordrecht: Kluwer.2000.
- Introduction and analytical index. En Tarski, A. Logic, Semantics, Metamathematics. Segunda ed. Editado por J. Corcoran. Traducido por J. H. Woodger. Indianápolis: Hackett. 1983.
- Contemporary Relevance of Ancient Logical Theory. Philosophical Quarterly 32(1982) 76–86. Con M. Scanlan.
- Argumentations and Logic. Argumentation 3(1989) 17–43. Traducido al español por R. Fernández y J. Sagüillo Agora 13/1 (1994) 27–55.
- Review of Alfred Tarski: Collected Papers. 4 Vols. Editado por S. Givant y R. McKenzie. Basel: Birkhäuser. 1986. In Mathematical Reviews 91, 2, 3,4. 1991.
- The Founding of Logic. Ancient Philosophy 14(1994) 9–24.
- Information-theoretic logic, en Truth in Perspective editado por C. Martínez, U. Rivas, L. Villegas-Forero, Ashgate Publishing Limited, Aldershot, England (1998) 113–135.
- Second-Order Logic. En “Church Memorial Volume”, Logic, Meaning, and Computation: Essays in Memory of Alonzo Church editado por M. Zeleny y C.A. Anderson. Kluwer Publishing Company, Dordrecht, Holland. 1998.
- Aristotle’s Prior Analytics and Boole’s Laws of Thought. History and Philosophy of Logic 24(2003) 261–288.
- Schemata: the Concept of Schema in the History of Logic. Bulletin of Symbolic Logic. 12 (2006) 219–40.
- C. I. Lewis: History and Philosophy of Logic. Transactions of the C. S. Peirce Society. 42 (2006)1–9.

Para un listado completo véase John Corcoran's homepage.

## Los significados del término “implicar”
La primera traducción al español de un trabajo de John Corcoran data de 1985. Se trata de una traducción de su artículo de Diálogos de 1973 "Meanings of Implication". Se publicó bajo el título “Los significados de la implicación” en la revista de la Facultad de Filosofía de la Universidad de Santiago de Compostela, Agora (5, 1985, 279-294). Roberto Torretti ha calificado la conferencia que con el mismo título impartió Corcoran en San Juan de Puerto Rico en 1973 como: "la brillante conferencia [...]que sacudió como un terremoto las ideas que me había ido formando sobre la esencia y el propósito
de la lógica" (Torretti en su "Introduction of John Corcoran at the
International Colloquium on Aristotle’s Logic", Santiago de Chile, 20 de noviembre de 2007).
Este artículo resulta de gran utilidad para los estudiantes ya que facilita su viaje a través de los distintos sentidos de la palabra “implica” que subyacen a su uso en las lenguas naturales. En él Corcoran distingue doce sentidos diferentes del término ‘implicación`. Entre ellos están los sentidos más elementales, esto es, implicación material, A → B, consecuencia lógica, A╞═ B, y deducibilidad, A├─ B. Pero Corcoran va mucho más allá; Su análisis de los usos del término ‘implicación’ constituye un hilo a través del cual aborda muchas otras cuestiones. Así, señala la diferencia entre derivabilidad de una proposición a partir de un conjunto de proposiciones y el hecho de que una persona en concreto consiga o no llevar a cabo la derivación. Analiza además varias formas posibles de entender el término ‘deducción’ para defender que el más apropiado es el sentido estándar ya que coincide con los usos, matemático y filosófico, del término. En el sentido que a él le parece más apropiado, una deducción es un proceso epistémico que produce conocimiento de que una conclusión es implicada por un conjunto de premisas, es decir, produce conocimiento de que la información contenida en la conclusión está ya en las premisas, conocimiento de que sería redundante afirmar la conclusión una vez se han afirmado las premisas. Discute también errores históricos relacionados con el uso del término ‘implicar’; en particular presenta el uso que del término hace Russell para mostrar sus desaciertos. Introduce la noción de consecuencia de Alfred Tarski y plantea una nueva tesis histórica; esta tesis ha adquirido gran relevancia a partir del trabajo de Etchemendy de 1980: The concept of Logical Consequence. Corcoran defiende que la noción de consecuencia introducida en el artículo de Tarski de 1936 es distinta de la modelo-teórica, y que es Bolzano el autor al que se debe acreditar como el autor que formuló inicialmente la noción que contemporáneamente asignamos a Tarski. Finalmente, John Corcoran explica en pocas palabras, por qué los contrafácticos no pueden ser analizados en términos del condicional material veritativo-funcional.

## Servicios a la profesión
- Cofundador con George Weaver del Coloquio de Lógica de Filadelfia en 1966
- Fundador del Coloquio de Lógica de Búfalo[1] en 1970;
- Responsable del Coloquio de Lógica de Búfalo desde 1970 hasta el presente con interrupciones;
- Miembro fundador del Comité Editorial del History and Philosophy of Logic, desde 1980 hasta el presente.
- Evaluador regular del Mathematical Reviews desde 1969 hasta el presente.
- Evaluador ocasional de las revistas Philosophy of Science, Bulletin of Symbolic Logic, y Journal of Symbolic Logic;
- Evaluador ocasional de varias revistas de lógica.
- Organizador de cuatro congresos:
  - "Ancient Logic"(Corcoran, Kretzmann, Mueller, et al.), 1972
  - "Nature of Logic" (Tarski, Putnam, Friedman, Jech, Vesley, Goodman, et al.), 1973
  - "Church Symposium" (Church, Davis, Henkin, Rogers), 1990
  - Conferencia sobre "Gaps between Logical Theory and Mathematical Practice" (Shapiro , Scanlan, McLarty, Weaver, Tiezsen, Kearns, et al.), 2001.
- Padrino del nombramiento doctor honoris causa por la Universidad de Búfalo en 1990 de Alonzo Church.

## Docencia
Los cursos de Corcoran son todos introductorios, sin ningún prerrequisito y sin presupuestos de conocimiento previo. En cada curso reconstruye su contenido o asunto desde su base y nunca cubre el mismo material dos veces. Corcoran se afana en ayudar a sus estudiantes a conectar con la realidad de la que se ocupa la lógica de modo que puedan convertirse en jueces autónomos de la adecuación a su campo enfatizando la prioridad de la educación sobre la adoctrinación y la superioridad del aprendizaje de cómo pensar más que de qué pensar. Sus estudiantes enseñan, entre otros lugares, en Bryn Mawr, Canisius College, Colorado State, Dordt College, Ohio State, Oregón State, Universidad Pontificia de Río de Janeiro, St. John’s College, UCLA, Universidad de Lausana, Universidad de Santiago de Compostela. Sus estudiantes más conocidos incluyen a George Boger, James Gasser, Calvin Jongsma, Edward Keenan, José Miguel Sagüillo, Michael Scanlan, Stewart Shapiro, y George Weaver.

## Honores y premios
- Número doble especial del History and Philosophy of Logic , 1999 (Editores: M.Scanlan y S. Shapiro)
- Premio al académico excepcional de la Universidad de Búfalo en 2002
- Doctor honoris causa por la Universidad de Santiago de Compostela en 2003.
- Symposio en honor a John Corcoran celebrado en la Universidad de Santiago de Compostela en 2003.